# Physoptychis
Physoptychis es un género con tres especies de plantas, de la familia Brassicaceae.

## Taxonomía
El género fue descrito por Pierre Edmond Boissier y publicado en Flora Orientalis 1: 260. 1867.

## Especies
| - Physoptychis caspica - Physoptychis gnaphalodes - Physoptychis haussknechtii |